# Recovery (LP)
Recovery è un singolo della cantautrice statunitense LP, pubblicato l'11 ottobre 2018 come secondo estratto dal quinto album in studio Heart to Mouth .

## Video musicale
Il videoclip è stato pubblicato il 12 ottobre 2018 sul canale YouTube di Energy TV.

## Successo commerciale
In Italia è stato il 100º singolo più trasmesso dalle radio nel 2019.

## Classifiche
| Classifica (2019) | Posizione massima |
| ----------------- | ----------------- |
| Belgio (Vallonia) | 52                |
| Francia           | 70                |
| Italia            | 89                |
| Russia            | 27                |